# Чан Зуї Кхой
Чан Зуї Кхой (20 липня 1997) — в'єтнамський плавець.
Призер Ігор Південно-Східної Азії 2013, 2015 років.